# Nachal Šalva
Nachal Šalva (hebrejsky: נחל שלוה nebo נחל שלווה) je vádí na pomezí pahorkatiny Šefela a pobřežní nížiny v Izraeli. Začíná v nadmořské výšce přes 200 metrů na jižním okraji Národního parku Me'arot Samach. Směřuje pak k západu prakticky neosídlenou, mírně zvlněnou krajinou, která je částečně zemědělsky využívána. Podchází těleso dálnice číslo 6, stáčí se k severozápadu a severu. Míjí ze západu vesnici No'am. Na jihovýchodním okraji města Kirjat Gat ústí zleva do toku Nachal No'am.